# Koraljka Hrs
Koraljka Hrs (Zemun, 21. listopada 1941. – Zagreb, 25. lipnja 2023.) bila je hrvatska kazališna, televizijska i filmska glumica. Bila je dugogodišnja članica Drame Hrvatskoga narodnog kazališta u Zagrebu, a od 1993. do umirovljenja predavala je glumu na zagrebačkoj Akademiji dramske umjetnosti.

## Filmografija

### Televizijske uloge
- "Tražim srodnu dušu" (1990.)
- "Gabrijel" kao Kety (1984.)

### Filmske uloge
- "Polagana predaja" kao mama Marović (2001.)
- "Noć za slušanje" kao Agata (1995.)
- "Kamenita vrata" (1992.)
- "Slike iz života jednog šalabahtera" (1987.)
- "U raljama života" kao Nena (1984.)
- "Pet mrtvih adresa" (1984.)
- "Zločin u školi" (1982.)
- "Bravo maestro" kao Iva Budić (1978.)
- "Kao u lošem romanu" (1974.)
- "Ta dobra duša" (1970.)
- "Zlostavljanje" (1970.)

## Vanjske poveznice
- LZMK / Hrvatska enciklopedija: Hrs, Koraljka
- LZMK / Hrvatski biografski leksikon: Hrs, Koraljka (autor: Nikola Batušić, 2002.)
- Koraljka Hrs u internetskoj bazi filmova IMDb-u (engl.)